# Disse vidunderlige ting
Disse vidunderlige ting er en dansk eksperimentalfilm fra 1997 med instruktion og manuskript af Beatrice Eggers.

## Handling
Instruktøren har skabt et hypnotisk univers af mystiske dyr, eksotiske ikoner fra det fjerne. Billeder der virker skræmmende, fremmede og dog genkendelige. Et eventyr gennem blodet og op til solen, hvor det fysiske møder det åndelige.